# Thecliolia fixseni
Thecliolia fixseni är en fjärilsart som beskrevs av John Henry Leech 1893. Thecliolia fixseni ingår i släktet Thecliolia och familjen juvelvingar. Inga underarter finns listade i Catalogue of Life.